# SpaceShipOne
A SpaceShipOne foi uma nave espacial particular experimental da empresa Scaled Composites. A Scaled Composites é financiada exclusivamente por fundos privados. A nave foi desenvolvida por Burt Rutan e que conquistou o prémio "ANSARI X PRIZE". A 21 de junho de 2004 fez o primeiro voo espacial humano com fundos privados.
Correram rumores[carece de fontes?] em todo o mundo nos dias 21 e 22 de outubro de 2006, que a Google teria comprado a SpaceShipOne, já que colocou em sua sede, o GooglePlex, uma réplica em escala 1x1 da nave que ficará no setor 43. A empresa não divulgou por que comprou a réplica. Atualmente, a SpaceShipOne está em exposição permanente no Smithsonian National Air and Space Museum (Museu do Ar e Espaço).

## Voos espaciais
O primeiro voo do SpaceShipOne, voo 11P, ocorreu a 17 de dezembro de 2003, no entanto este não atingiu o espaço ficando a apenas 20,7 km de altitude. O primeiro voo espacial da nave, voo 15P, foi em 21 de junho de 2004. Neste voo sub-orbital, o astronauta Mike Melvill, depois de atingir o espaço, abriu um saco de confeitos de chocolate e ficou a olhar para elas enquanto pairavam no ar. A SpaceShipOne conquistou o X PRIZE ao atingir os 100 km de altitude em dois voos consecutivos com apenas uma semana de diferença (em 29 de setembro e 4 de outubro de 2004), sendo financiado apenas por fundos privados.

SpaceShipOne
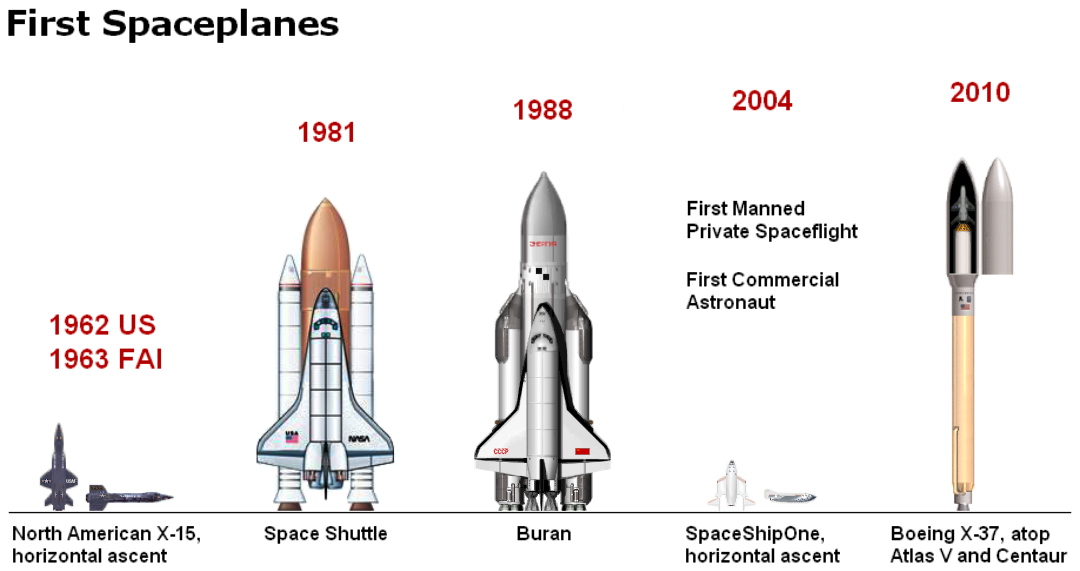
Os cinco primeiros aviões espaciais: 1º North American X-15 2º Ônibus espacial 3º Buran 4º SpaceShipOne 5º Boeing X-37

## Desenvolvimento
Os custos de desenvolvimento e construção do SpaceShipOne, apesar de não serem de conhecimento público oficial, estão estimados numa média de 20 milhões de dólares, o dobro do valor do prémio ANSARI X PRIZE. Paul Allen, co-fundador da Microsoft, é o único financiador do projeto.

## Características
A SpaceShipOne foi desenhada para ser uma aeronave suborbital, o que quer dizer que irá atingir altitude suficiente para atingir o espaço mas não a velocidade suficiente para manter-se em órbita. Foi construída para exceder 100 km de altitude, que é a definição internacional para a fronteira do espaço e logo para ganhar o X Prize.
Usa um motor de foguete híbrido chamado de RocketMotorOne, alimentado por polibutadieno líquido hidroxilado (PBLH ou borracha) sólida como combustível e Óxido nitroso líquido (
N2O), também conhecido como protóxido de azoto, protóxido de nitrogénio ou popularmente gás do riso, como oxidante.
O primeiro estágio é o propulsor White Knight, que leva o segundo estágio, uma nave espacial suborbital designada de SpaceShipOne, para uma alta altitude, onde é largada e lançada do ar.
Para a reentrada, as asas podem ser giradas sobre o eixo de horizontal para quase vertical, oferecendo estabilidade.
O cockpit tem espaço para três pessoas, o piloto e dois passageiros. Mantém uma atmosfera respirável pressurizada para imitar a pressão ao nível do mar e os passageiros não precisam de usar fatos de astronauta.
|  |  |  |

## Voos de teste
Em 1  de abril de 2004 a Scaled Composites recebeu a primeira licença para voos espaciais pilotados atribuída pelo departamento americano de transportes. Com esta licença, a empresa pode realizar voos de teste por um período de um ano. O voo 15P também é considerado um voo de teste.
Todos os voos do SpaceShipOne foram feitos a partir do Mojave Airport Civilian Flight Test Center.
Os pilotos de testes para o projecto SpaceShipOne foram Brian Binnie, Peter Siebold, Mike Melvill e Doug Shane.
| Voo | Data                   | Top Mach | Altitude | Piloto        |
| 11P | 17 de Dezembro de 2003 | Mach 1.2 | 20,7 km  | Brian Binnie  |
| 13P | 8 de Abril de 2004     | Mach 1.6 | 32,0 km  | Peter Siebold |
| 14P | 14 de Maio de 2004     | Mach 2.5 | 64,4 km  | Mike Melvill  |
| 15P | 21 de Junho de 2004    | Mach 3.2 | 100,1 km | Mike Melvill  |
| 16P | 29 de Setembro de 2004 | Mach 3.5 | 110,9 km | Mike Melvill  |
| 17P | 4 de Outubro de 2004   | Mach 3.5 | 120,0 km | Brian Binnie  |